# アラウコ語族
アラウコ語族（アラウコごぞく）は、チリの中央部と隣接するアルゼンチンの一部地域に分布する、アメリカ先住民諸語に属する小さな語族である。現存する代表的なアラウコ語族の言語として、マプドゥングン語（ISO639-3: arn）とウィリチェ語（ISO639-3: huh）がある。これらの言語は、1つの孤立した言語の異なる方言と考えられることもある。

## 人口統計
チリには約20万人、アルゼンチンには約4万人のマプドゥング語話者がいると推定されている。ウィリチェ語は数千人のチリ人の母語である。

## 言語接触
Jolkesky (2016)は、クンザ語、モチーカ語、ウル・チパヤ語族、アラワク語族、パノ語族、チョロン・ヒビト語族、ケチュア語族の各語族と、言語接触による語彙の類似性があると指摘している。

## 内部分類

### Mason (1950)
Mason (1950)によるアラウコ語族の内部分類
アラウコ語族
- 北語群
  - ピクンチェ語 (Picunche)
  - マプチェ語 (Mapuche)
  - ペウェンチェ語 (Pewenche)
    - ランケル(チェ)方言（Rankel(che)）

  - モルチェ語 (Moluche)
- 南語群
  - ウィリチェ語（Wiliche, Huilliche）
    - ウィリチェ方言 (Wiliche )
      - セラノ下位方言 (Serrano)
      - ピチ・ウィリチェ下位方言 (Pichi-Wiliche)

    - マンサネロ方言 (Manzanero)

  - ベリチェ語（チローテ語, Veliche, Chilote）
  - チキヤミ語（Chikiyami, Cuncho）
  - レウブチェ語 (Leuvuche)
- 東語群
  - タルヘット語（タルチェ語, Taluhet (Taluche)）
  - ディビヘット語（ディビチェ語, Divihet (Diviche)）

### Jolkesky (2016)
Jolkesky (2016)による内部分類：
（†=絶滅）
マプドゥングン語族
- 核マプドゥングン (Mapudungun, Nuclear)
  - マプドゥングン語 (Mapudungun)
  - ペウェンチェ語 (Pewenche)
  - ランケルチェ語 (Rankelche)
- 南マプドゥングン (Mapudungun, Southern)：ウィリチェ語 (Williche)
- 北マプドゥングン (Mapudungun, Northern)
  - ピクンチェ語† (Pikunche)
  - チャンゴ語† (Chango)

## 語彙
Loukotka (1968)は、マプチェ語族（アラウコ語族）の言語の変種について、以下の基本的な語彙項目を挙げている。
| グロス       | マプチェ語 | ピクンチェ語 | ペウェンチェ語 | ウィリチェ語 | チロテ語 | ランケルチェ語 |
| ------------ | ---------- | ------------ | -------------- | ------------ | -------- | -------------- |
| 1            | kiñe       | kiñe         | kiñe           | kiñe         | kenge    | kiñe           |
| 2            | epu        | epue         | epu            | epu          | epo      | epú            |
| 3            | küla       | kela         | kela           | kila         | köla     | kʔla           |
| 頭           | longko     |              | lonko          | rlonko       |          | lonkó          |
| 手           | kũ         | kúü          | kuü            | ghechu       |          | keñeu          |
| 水           | ko         | ko           | ko             | ko           | ku       | go             |
| 太陽         | antu       | antü         | ante           | ante         | ánte     | ant'ü          |
| 月           | kuyen      | küyén        | küyen          | kiyen        | kién     | kiyet          |
| トウモロコシ | voe        | wa           | wa             | waká         |          | wa             |
| 鳥           | gunún      | üñem         | küñüm          | giñum        |          | trarú          |
| 犬           | thehua     | thewa        | thewa          | trehua       |          | cheuá          |
| ジャガー     | nahuel     | nahuel       | nawel          | nahuel       |          | naue           |